# Frederick Winslow Taylor

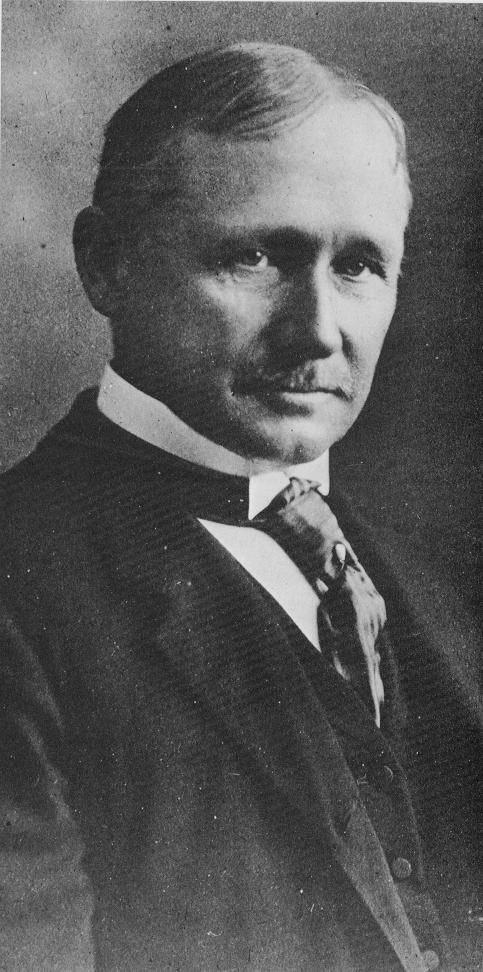
Frederick Winslow Taylor

Frederick Winslow Taylor (* 20. März 1856 in Germantown, Pennsylvania, USA; † 21. März 1915 in Philadelphia) war ein US-amerikanischer Ingenieur und gilt als einer der Begründer der Arbeitswissenschaft. Von ihm stammt unter anderem Scientific Management und auf seinem Wirken basiert der Taylorismus. Außerdem ist er der Erfinder des Schnellarbeitsstahls, der ihn in Europa zu Lebzeiten berühmter machte als sein Scientific Management, und ein früher Forscher auf dem Gebiet der Zerspanung.

## Leben

### Jugend und Ausbildung
Taylor war Sohn des Rechtsanwaltes und reichen Quäkers Franklin Taylor. Seine Mutter, Emily Winslow, entstammte der Familie Delano, zu der auch Franklin Delano Roosevelt gehörte. Bereits als Kind soll er durch einen starken Hang zum Experimentieren und sehr genauem Analysieren aufgefallen sein. Als Jugendlicher reiste er nach Europa zu Konzerten, Opern, Besichtigung von historischen Stätten und Museen. Er lernte alte Sprachen, ebenso Französisch und Deutsch, bereitete sich an der Phillips Exeter Academy auf die Aufnahmeprüfung an der Harvard University vor, die er mit Auszeichnung bestand. Durch Kurzsichtigkeit ausgelöste Kopfschmerzen veranlassten ihn jedoch, die Studienpläne aufzugeben. Auch eine spätere Korrektur der Sehkraft durch eine Brille änderte an der Entscheidung nichts mehr.

### Berufliche Stationen
1874 begann er eine Lehre als Werkzeugmacher und Maschinist bei den Enterprise Hydraulic Works in Philadelphia. Nach der Ausbildung fand er keinen adäquaten Arbeitsplatz und trat deshalb als Arbeiter 1878 in die Midvale Steel ein. Unter dem besonderen Schutz des mit seinen Eltern befreundeten Präsidenten des Stahlwerks, William Sellers, und Finanzdirektor E. W. Clark (dessen Sohn Taylors Schwester ehelichte) avancierte er schnell vom Handlanger zum Werkstattschreiber, dann zum Dreher, zum Vorarbeiter und Meister. Neben seiner Arbeit absolvierte er ein Ingenieurstudium am Stevens Institute of Technology (1880–1883) per Fernstudium, was damals ein Novum war. 1884 wurde er aufgrund dieser Kenntnisse Leitender Ingenieur bei Midvale.
Erste Erprobungen seiner ambitionierten Rationalisierungsversuche bei Midvale zeigten nicht nur Erfolge, sie führten auch zu Konflikten mit dem Management. Das von ihm propagierte Arbeitsbüro stellte den Machtanspruch der Managementlinie in Frage. Er verließ die Midvale Stahlwerke 1890, um als Generaldirektor die Einrichtung und den Betrieb von Papiermühlen der Manufacturing Investment Co. zu übernehmen. Bei diesem Unternehmen beschäftigte er sich hauptsächlich mit Fragen des Rechnungswesens. Im Rezessionsjahr 1893 wurde sein auslaufender Kontrakt nicht verlängert.
Taylor entschied sich, als Unternehmensberater zu arbeiten. In der Phase waren unter anderem Henry Gantt und Carl Georg Barth seine Mitarbeiter. Ein für die weitere Biografie wichtiger Auftrag war die Rationalisierung der Kontrolle von Kugellagern bei Simonds Rollig Machine Co. in Fitchburg. Es gelang ihm, bei Verkürzung der täglichen Arbeitszeit sowie zusätzlicher Verlängerung und Strukturierung der Pausenzeiten, insgesamt bei einer Verkürzung der Arbeitszeit von mehr als 20 %, die Produktivität der Arbeiterinnen und damit der Abteilung einerseits und in der Folge die Entlohnung der Mitarbeiterinnen andererseits erheblich zu verbessern.
1895 hielt er seinen Vortrag über Ein Stücklohn-System vor der American Society of Mechanical Engineers (ASME) und wurde damit in Fachkreisen weithin bekannt. 1898 wurde er von einem ehemaligen Vorgesetzten bei Midvale, der inzwischen zu Bethlehem Steel gewechselt hatte, zur Bewerbung als Beratender Ingenieur dort aufgefordert. Mit diesem Auftrag bekam er Gelegenheit, umfangreiche Zeitstudien durchzuführen und unter anderem die später besonders bekannt gewordenen Studien zum Schaufeln und zur Eisenverladung anzustellen sowie technologische Experimente anzustellen, die in etlichen Patenten mündeten. 1901 wurde er nach anhaltenden Differenzen über seine Vorschläge zu Lohnerhöhungen und veränderter Organisation der Buchführung mit dem Topmanagement fristlos entlassen.
Unter anderem wegen zunehmender gesundheitlicher Probleme entschied Taylor 1901, dass „er es sich nicht länger leisten konnte, für Geld zu arbeiten“. Seinen Lebensunterhalt bestritt Taylor aus seinen Industriebeteiligungen und den Einnahmen aus den von ihm entwickelten Patenten, insbesondere den ausländischen Lizenzen zum Schnellarbeitsstahl. Für die Erfindung des Taylor-White-Prozesses zur Erhöhung der Festigkeit von Stahl bekam er auf der Weltausstellung Paris 1900 eine Goldmedaille. Insgesamt entwickelte er eine größere Anzahl von Patenten vor allem in der Stahlbearbeitung. Er zog sich stark in sein neuerbautes Haus zurück und lud dorthin zu Vorträgen ein, die, nach dem Namen des Hauses, als Boxly-Gespräche bekannt wurden. Er verfasste weitere Schriften und begann sein Scientific Management als Privatdozent an Universitäten und Colleges zu lehren. Von 1909 bis 1914 lehrte er Scientific Management an der Harvard University. 1906 verlieh ihm die University of Pennsylvania die Ehrendoktorwürde.

### Verbandsarbeit und Publikationen
1903 und 1911 entstanden seine Hauptwerke „Shop Management“ (1903) und „The Principles of Scientific Management“ (1911). Die Grundsätze der Wissenschaftlichen Betriebsführung erschienen nicht nur als Fachbuch, sondern wurden auch im auflagenstarken, populären American Magazine publiziert und machten es damit einer breiten Öffentlichkeit bekannt – und Taylor allgemein bekannt.
In Shop Management sprach Taylor bei seinem System noch von Prozesssteuerung. Der Begriff Scientific Management wurde erst später und nicht von ihm, sondern von dem Rechtsanwalt Louis D. Brandeis geprägt, der durch einen Vortrag vor der Interstate Commerce Commission (ICC), in dem er zeigte, dass die amerikanischen Eisenbahnen durch die Einführung der Wissenschaftlichen Betriebsführung rund eine Million Dollar pro Tag an Einsparungen erzielen könnten, ein landesweites Interesse an Taylors Lehre entfesselt hatte.
Taylor gehörte zu den frühen Mitgliedern der ASME und stellte seine Werke A Piece Rate System und Shop Management als erstes auf Kongressen der ASME vor. Von 1906 bis 1907 war er deren Präsident. Um 1908, unter dem Druck deutlich gewachsener Mitgliederzahlen, begann die ASME sich verstärkt auf rein technische Fragen zu konzentrieren. Dies äußerte sich unter anderem, nach einer Verzögerung von einem Jahr, in der Entscheidung, Taylors Buch Scientific Management nicht herauszugeben. Unter Führung von Frank Bunker Gilbreth spaltete sich deswegen eine Gruppe als Society to Promote the Science of Management ab, die nach Taylors Tod zur Taylor-Society wurde. Sie gilt als Vorbild des Institute of Industrial Engineers. In Deutschland steht der REFA in dieser Tradition.

### Auszeichnungen
Taylor wurde 1906 Ehrendoktor der Universität Philadelphia und 1912 Ehrendoktor der Rechte des Hobart College in Geneva, NY. Seit 1912 war er gewähltes Mitglied der American Philosophical Society. 1915 wurde er in die American Academy of Arts and Sciences gewählt.

### Sportliche Leistungen
Taylor gewann 1881 bei den ersten amerikanischen Tennismeisterschaften (U.S. National Championships) zusammen mit seinem Landsmann Clarence Clark den Titel im Herrendoppel.
1900 nahm er als Golfspieler an den Olympischen Sommerspielen in Paris teil und belegte im Herren-Einzel den vierten Platz.

## Wirken

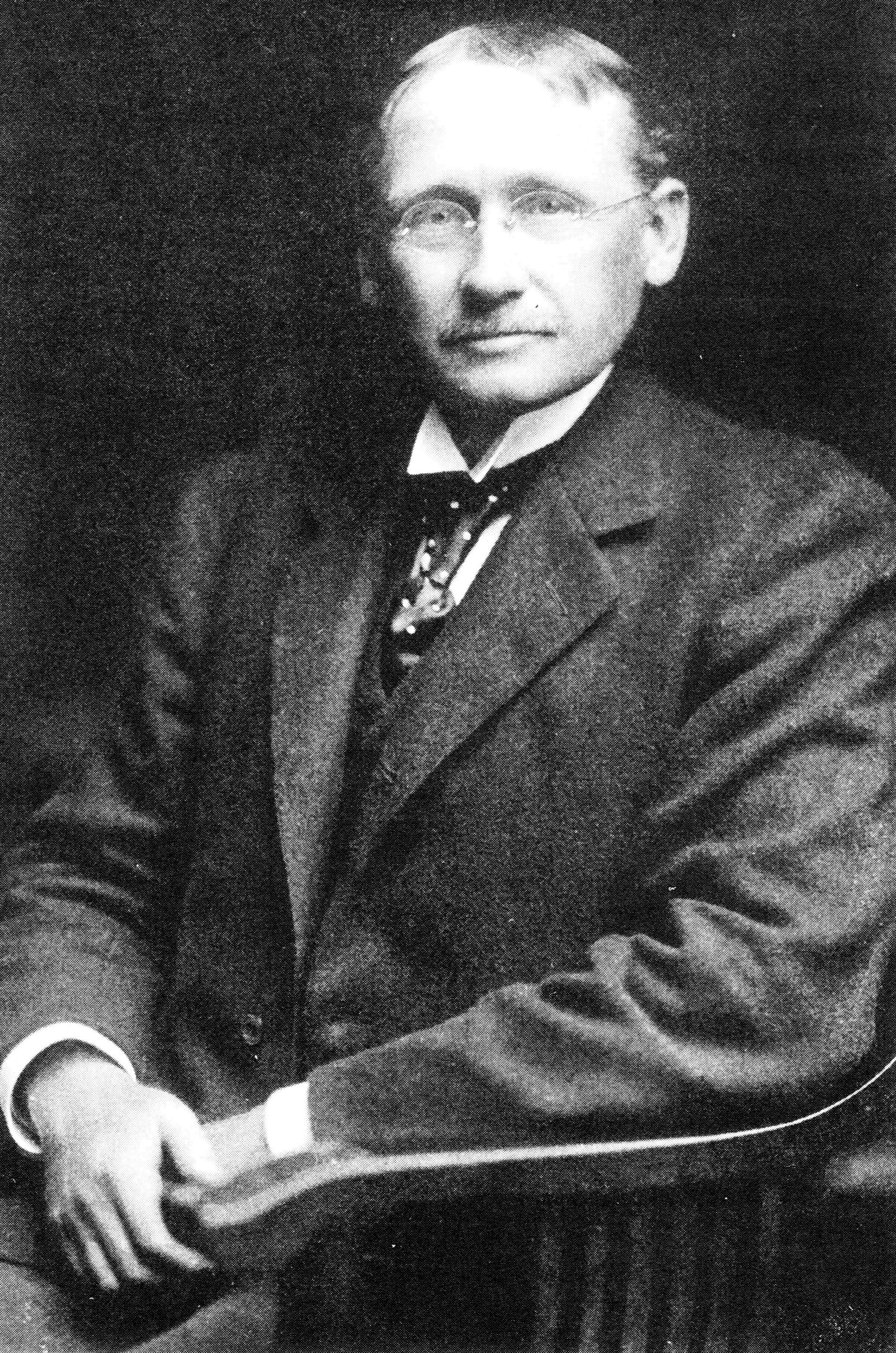
Frederick Taylor

Nach seinem Ausscheiden bei Bethlehem und durch seine dann einsetzende Vortrags- und Veröffentlichungstätigkeit wurde Taylor schnell bekannt, bekam rasch eine größere Anzahl Schüler, aber auch Nachahmer und Kritiker. Besonders auf unqualifizierte Nachahmer und eine unvollständige Rezeption seiner Gedanken gründete sich Kritik. Versuche, eine Zeitwirtschaft in staatlichen Waffenfabriken einzuführen, führten zu Streiks, schließlich 1911 zur Einsetzung eines Untersuchungsausschusses des US-Kongresses. 1914 gab die „Federal Commission on Industrial Relation“ eine Untersuchung in Auftrag, die als Hoxie-Kommission (nach dem Ökonomen Robert Franklin Hoxie) bekannt wurde. Im Ergebnis sollte Taylor enger mit den Gewerkschaften zusammenarbeiten – was er scharf ablehnte. Die Bewilligung von Geldern für seine Zeitstudien in Staatsbetrieben wurde verweigert.
Mit zunehmender Bekanntheit musste Taylor sich und seine Gedanken insbesondere mit Bezug auf die von Charles Babbage begründeten Prinzipien der Arbeitsteilung immer öfter gegen Unterstellungen und eine oberflächliche Rezeption verteidigen (siehe: Taylorismus). Dies beeinträchtigte auch seine Gesundheit, 1915 starb er an den Folgen einer Lungenentzündung.
Taylor ist der Begründer des Scientific Management, auch Taylorismus genannt. Seine Lehre beruht auf genauen Zeit- und Arbeitsstudien der Menschen und deren Umsetzung in geplante Abläufe sowie der sorgfältigen Auswahl des zu dieser Arbeit passenden Menschen. Ziel ist es, für jede menschliche Tätigkeit die „allein richtige“ („one best way“) Bewegungsfolge zu ermitteln. Sein Wirken gab der in den 1920ern besonders ausgeprägten Rationalisierungsbewegung wesentliche Impulse.
In Deutschland gründete sich 1924 der Reichsausschuß für Arbeitszeitermittlung (REFA) aus dem Verein Deutscher Ingenieure heraus, um Taylors und weitere Ideen für eine Anwendung in Deutschland systematisch aufzuarbeiten, mit den Tarifparteien abzustimmen, damit soziale Unruhen zu verringern, und durch Lehre zu verbreiten.

## Werke
- The Relative Value of Water-Gas and Gas from the Siemens Producer for Melting in Open-Hearth Furnance. In: American Society of Mechanical Engineers (Ed.): Transactions of the American Society of Mechanical Engineers. New York City: The Society, 1886 (Vol. VII), S. 669–679.
- A Piece Rate System: Being a Step Toward Partial solution of the Labor Problem. In: American Society of Mechanical Engineers (Ed.): Transactions of the American Society of Mechanical Engineers. New York City: The Society, 1895 (Vol. XXIV). S. 856–903. (Morgan Witzel: Human resource management. Thoemmes Press, Bristol 2000, ISBN 1-85506-629-7).
- Shop Management. In: American Society of Mechanical Engineers (Ed.): Transactions of the American Society of Mechanical Engineers. New York City: The Society, 1903 (Vol. XXVIII), S. 1337–1480.

Deutsch: Die Betriebsleitung insbesondere der Werkstätten. Berlin: Springer, 2007 (Nachdruck der 3., vermehrten Aufl. Berlin: 1914; 2., unveränd. Neudr. 1919.), ISBN 3-540-72147-9.
- On the Art of Cutting Metals. In: American Society of Mechanical Engineers (Ed.): Transactions of the American Society of Mechanical Engineers. New York City: The Society, 1906/7 (Vol. XXIV), S. 31–280, 281–350.

Deutsch: Über Dreharbeit und Werkzeugstähle. Berlin: Springer, 1908 (Autorisiert von Adolf Wallichs).
- The principles of scientific management. London: Harper & Brothers, 1911 (Cosimo, New York 2006, ISBN 1-59605-889-7).

Deutsch: Die Grundsätze wissenschaftlicher Betriebsführung. Paderborn: Salzwasser, 2011, ISBN 978-3-86195-713-3.
- Die Grundsätze wissenschaftlicher Betriebsführung: The Principles of Scientific Management. Verlag: VDM Verlag Dr. Müller; Auflage: 1 (19. April 2004), ISBN 978-3-936755-65-7
- A treatise on concrete, plain and reinforced: materials, construction and design of concrete and reinforced concrete. New York: Wiley, 1912 (Mit Sanford E. Thompson).
- Concrete Costs: tables and recommendations for estimating the time and cost of labor operations in concrete construction and for introducing economical methods of management. New York: Wiley, 1912 (mit Sandford E. Thompson).